# Baix Cinca (comarca històrica)
El Baix Cinca (Baixo Cinca en aragonès, Bas Cinca en occità, Bas Cynca en francès i Bajo Cinca en castellà) és una comarca natural i històrica, que formà part dels comtats catalans. Comprèn els Camps de Cinca (Fraga, Vilella de Cinca, Torrent de Cinca, Saidí i Mequinensa).
| Municipi         | Població | Superfície (km²) | Densitat (hab/km²) |
| ---------------- | -------- | ---------------- | ------------------ |
| Fraga            | 14539    | 435              | 33,42              |
| Mequinensa       | 2495     | 307,2            | 8,12               |
| Torrent de Cinca | 1276     | 56,77            | 22,47              |
| Saidí            | 1709     | 92,55            | 18,47              |
| Vilella de Cinca | 450      | 16,54            | 27,21              |
| Totals           | 20469    | 908,06           | 22,54              |

## Geografia
La comarca del Baix Cinca es troba al límit occidental del Principat de Catalunya. Limita a l'est amb el Segrià i al sud amb el Matarranya, i per la banda occidental limita amb diversos municipis aragonesos de parla espanyola. Fraga n'és la capital.
Al vessant nord de l'Ebre, comprèn els darrers relleus i les darreres terrasses de la depressió ibèrica. Els canals de l'Ebre, el Segre i el Cinca s'encaixen en relleus tabulars dominants, en forma de canyó. Però la major part de la comarca és formada per planells i tossals, testimonis del nivell antic de tota la plana. Morfològicament cal distingir entre els planells i les valls.

## Clima
Les valls, altrament, són estretes i als Monegres l'aridesa del clima no ha permès d'excavar una xarxa hidrogràfica. Les precipitacions mitjanes són al voltant dels 350 mm. Les oscil·lacions tèrmiques anuals són fortes (mitjana d'agost, 25 °C; de gener, 4,5 °C). L'estiu és francament àrid, i la tardor, seca.

## Vegetació
La vegetació climàcica era la màquia de garric i d'arçot, que seria travessada pel bosc galeria d'àlbers i d'oms que segueix els rius, i la savina turífera als Monegros. Avui predominen els erms, de romaní i d'espart (Stipa tenacissima), que donen pastures magres. Les basses que recullen la pluja constitueixen, encara avui, un dels trets característics del paisatge del Baix Cinca.

## Demografia
La densitat de població el 1991 era de 18,4 h/km². Fraga aplega el 61% de la població censada a la comarca. Els cereals constitueixen la monocultura de les estepes de la dreta del Cinca i del Segre.

## Economia
El regadiu proporciona actualment les majors produccions, especialment fruiters (préssec i poma) i hortalisses. Cal distingir un sector de regadiu tradicional al llarg del Cinca, i els regatges nous derivats del canal d'Aragó i Catalunya. La ramaderia ovina transhuma pels ermots dels Monegres, però predominen el porcí i l'aviram. Dins les indústries era rellevant l'extractiva: lignit i carbó, activitat avui desapareguda. Actualment, la indústria és escassa i centrada a Fraga, predominant les indústries derivades de l'agricultura.

## Accés
El trànsit és canalitzat per la carretera de Barcelona a Lisboa i per l'autopista de l'Ebre. Perpendicularment, dues carreteres voregen el Cinca fins a l'altura de Montsó.

## Història

### Prehistòria i edat antiga i mitjana

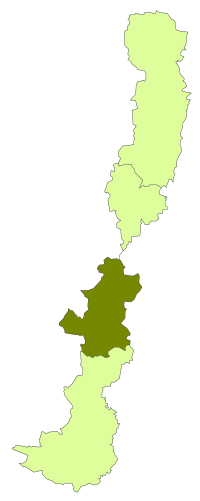
El Baix Cinca és el tercer, el de color verd fosc

Durant l'època ibèrica, el Baix Cinca va pertànyer al territori dels ilergets. El poblament rural romà sembla que va ser intens, amb alguna gran vil·la, com la descoberta i excavada a Fraga. El Baix Cinca fou inclòs, a partir del segle xi, a la taifa de Lleida, i des de la conquesta catalana (el 1149) de Fraga i de Mequinensa pel comte Ramon Berenguer IV de Barcelona va ser incorporat al bisbat de Lleida. Tot i que el 1243 van ser concedits a Fraga els furs d'Osca, el 1255 Fraga fou atorgada per Jaume I a Guillem de Montcada, a canvi de Lleida, i fou unida al comtat de Barcelona. Incorporada a la vegueria de Lleida, Fraga es va mantenir dins el Principat de Catalunya fins al regnat de Ferran el Catòlic, a la fi del segle XV; Saidí, per contra, va ser annexada, al Regne d'Aragó el 1305, annexió confirmada per Jaume el Just, però no admesa mai pel parlament català.

### 1600
Quan el 1640 la Generalitat de Catalunya es va aixecar contra Felip V d'Espanya i va acceptar Lluís XIII de França com a comte de Barcelona, es va intentar la integració del Baix Cinca i la Llitera a la vegueria de Lleida. El rei de Castella, però, a l'estiu del 1644, amb un poderós exèrcit comandat pel general Felipe de Silva, va ocupar el Baix Cinca i el 30 de juliol es va apoderar de Lleida.

### 1700
Després del decret de Nova Planta d'Aragó (1707), la comarca va ser repartida entre els corregiments de Saragossa (Fraga, Torrent de Cinca i Mequinensa) i de Barbastre (Vilella de Cinca i Saidí). Catalunya va perdre els Usatges i Aragó els Furs, i ambdós van patir una llarga centúria d'absolutisme a la francesa. Felip V d'Espanya, per tal d'atreure's els aragonesos, els va oferir d'annexar Aragó, Lleida i Tortosa amb les seves contrades respectives, cosa que si s'hagués esdevingut hauria tornat a unir Fraga i Lleida sota una mateixa administració política, però el rei no va poder dur endavant aquesta arbitrarietat, gràcies a la ferma actitud d'oposició dels catalans.

### 1800
El darrer intent d'incorporar les comarques frontereres (Baix Cinca, Llitera, Alta Ribagorça i Ribagorça) a Lleida el va fer Napoleó Bonaparte en dividir el Principat de Catalunya en quatre departaments amb les seves prefectures; un d'aquests era el departament de les Boques de l'Ebre, amb Lleida per capital (1812). Aquesta divisió va perdurar fins a l'evacuació francesa (1814).

### 1900
Amb la divisió provincial espanyola del 1933 Mequinensa va ser atribuïda a la província de Saragossa, i la resta de viles de la comarca, a la d'Osca; el 1935 Fraga es va convertir en cap de partit judicial, que comprenia, a més de Torrent de Cinca, Saidí i Vilella de Cinca, els pobles hispanòfons de les dues riberes del Cinca, aigua avall de Montsó, i el cantó oriental dels Monegres, inclòs ja des del segle xii al bisbat de Lleida (Penyalba i Candasnos).